# Ореховский район
Оре́ховский райо́н (укр. Оріхівський район) — упразднённая административная единица Запорожской области Украины. Административный центр — город Орехов.

## География
Ореховский район расположен в северной части Запорожской области.
С районом граничат
Вольнянский,
Запорожский,
Васильевский,
Токмакский,
Пологовский,
Гуляйпольский,
Новониколаевский районы Запорожской области.
Территория района занимает площадь 1 600 км².
По территории района протекают реки:
Конка,
Жеребец,
Верхняя Терса,
Малая Токмачка,
Широкая.

## История
Район образован 7 марта 1923 года.

## Население
Население района составляет 54 462 человека (данные 2001 г.), в том числе в городских условиях проживают 23 438 человек, в сельских — 31 024.
Национальный состав населения: украинцев — 44618 человек, русских — 3998, белорусов — 197, болгар — 99, других национальностей — 444.

## Уроженцы
- Яценко, Григорий — повстанческий атаман, командир РПАУ.

## Административное устройство
Район включает в себя:
| - Городских советов: 1 - Поселковых советов: 1 - Сельских советов: 22 | - Городов: 1 - Посёлков городского типа: 1 - Посёлков: 4 - Сёл: 54 |

Местные советы
| - Ореховский городской совет - Камышевахский поселковый совет - Белогорьевский сельский совет - Вольнянский сельский совет - Димитровский сельский совет - Кировский сельский совет - Копановский сельский совет - Малотокмачанский сельский совет - Мирненский сельский совет - Нестерянский сельский совет - Никольский сельский совет - Новоандреевский сельский совет | - Новопавловский сельский совет - Новоданиловский сельский совет - Новоивановский сельский совет - Новосёловский сельский совет - Новотаврический сельский совет - Новотроицкий сельский совет - Новояковлевский сельский совет - Омельникский сельский совет - Преображенский сельский совет - Счастливский сельский совет - Юрковский сельский совет - Яснополянский сельский совет |

Населённые пункты
| с. Белогорье с. Блакитное с. Василевское с. Васиновка с. Весёлое с. Вольное с. Вольнянка с. Григоровское с. Дружное с. Дудниково с. Егоровка с. Жёлтая Круча с. Жёлтенькое с. Запасное пос. Заречное | пос. Калиновка пгт Камышеваха пос. Кирпотино с. Копани с. Кущовое с. Луговское с. Любимовка с. Магдалиновка с. Малая Токмачка с. Мирное с. Нестерянка с. Никольское с. Новоандреевка с. Новобойковское с. Новоданиловка | с. Новоивановка с. Новомихайловка с. Новопавловка с. Новопокровка с. Новорозовка с. Новосёловка с. Новосолошино пос. Новотаврическое с. Новотроицкое с. Новояковлевка с. Общее с. Одаровка с. Оленовка с. Омельник г. Орехов | с. Преображенка с. Свобода с. Славное с. Счастливое с. Таврическое с. Тарасовка с. Тимошевка с. Трудолюбовка с. Трудооленовка с. Червоная Криница с. Червоный Яр с. Широкое с. Щербаки с. Юрковка с. Ясная Поляна |

Ликвидированные населённые пункты
| с. Буряковка | с. Панютино |

## Транспорт
- Транспортное сообщение с областным центром:
  -  Железнодорожный: расстояние — 51 км,
  -  Автобусный: расстояние — 51 км.

## Объекты социальной сферы
- заведений культуры клубного типа — 26
- музыкальных школ и школ искусств — 3
- библиотек — 30
- школ — 25
- гимназий — 1
- лицеев — 1
- техникумов — 1
- спортивных объектов: стадионов — 1, спортивных площадок — 63, теннисных кортов — 2
- лечебно-профилактических учреждений: 2 больницы, 21 ФААП